# Louisendorf
Louisendorf is een kerkdorp in de gemeente Bedburg-Hau in de regio Kleef gelegen in de regio Nederrijn in Noordrijn-Westfalen. Het gehucht is deel van de Pfälzische Sprachinsel am Niederrhein.
Louisendorf, dat werd genoemd naar de Koningin Louise van Mecklenburg-Strelitz, ontstond in 1820 op aanwijzing van de Pruisische Koning Frederik Willem III van Pruisen als uitwijkplaats voor emigranten uit de Kurpfalz. Deze emigranten hadden in 1741 vanwege hun protestante geloof hun oorsprongsland verlaten en waren tijdens de reis met bestemming Pennsylvania in de Verenigde Staten kort voor de Nederlandse grens 'blijven hangen'. Het gebied dat aan deze kolonisten werd uitgegeven ligt tussen Goch, Kleef en Kalkar. De dorpen die zij vestigden waren achtereenvolgens: Pfalzdorf, Louisendorf en Neulouisendorf. Deze dorpen vormen een 'taalkundig eiland', waar het Paltsisch dialect gesproken wordt.
In het centrum bevindt zich de Louisenplatz met de Elisabethskerk. Dit groene dorpsplein vormt een vierkant met diagonale paden naar het midden en is aangewezen als beschermd landschap. Ook de kerk staat op de monumentlijst.

## Afbeeldingen

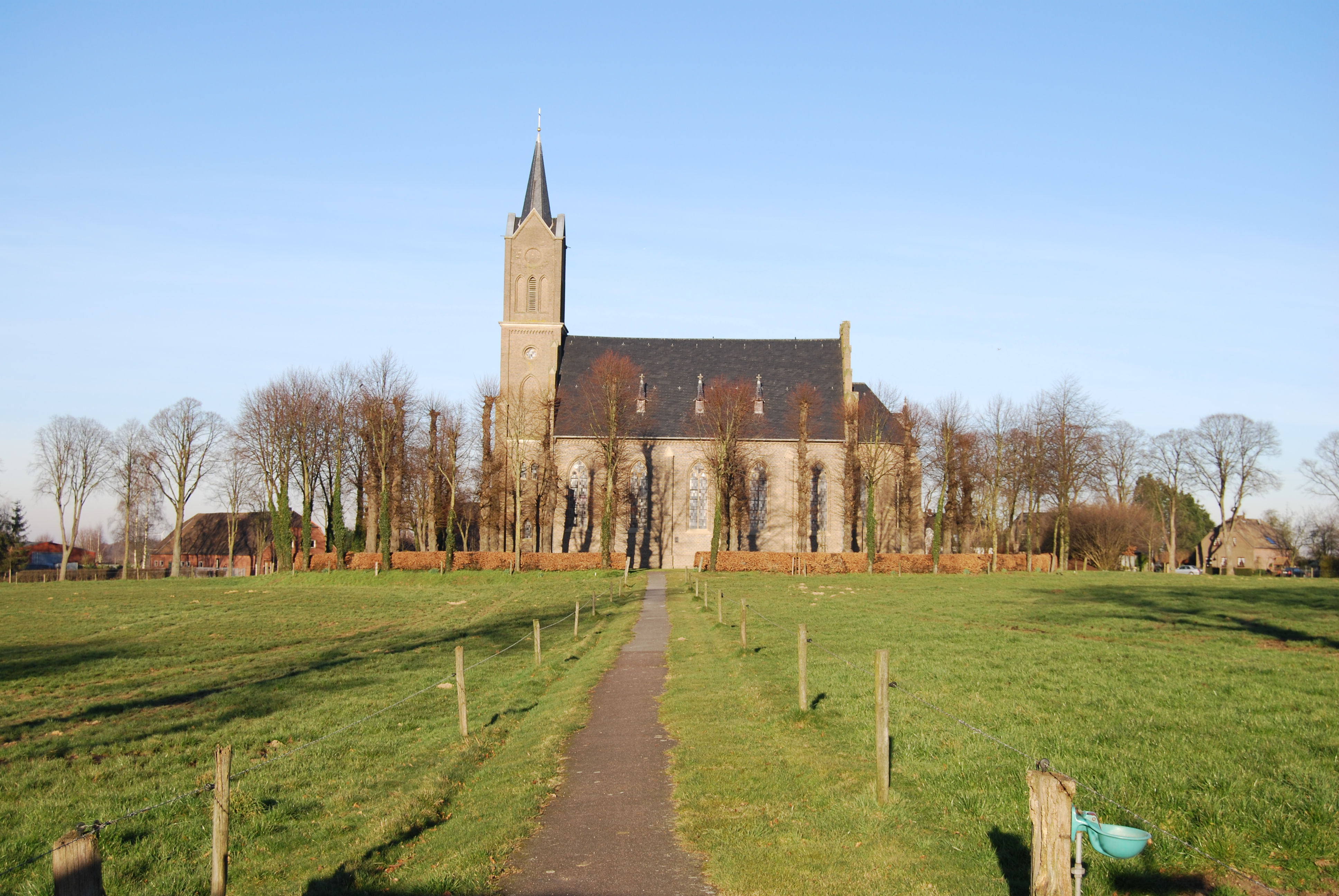
Elisabethskirche, Louisendorf
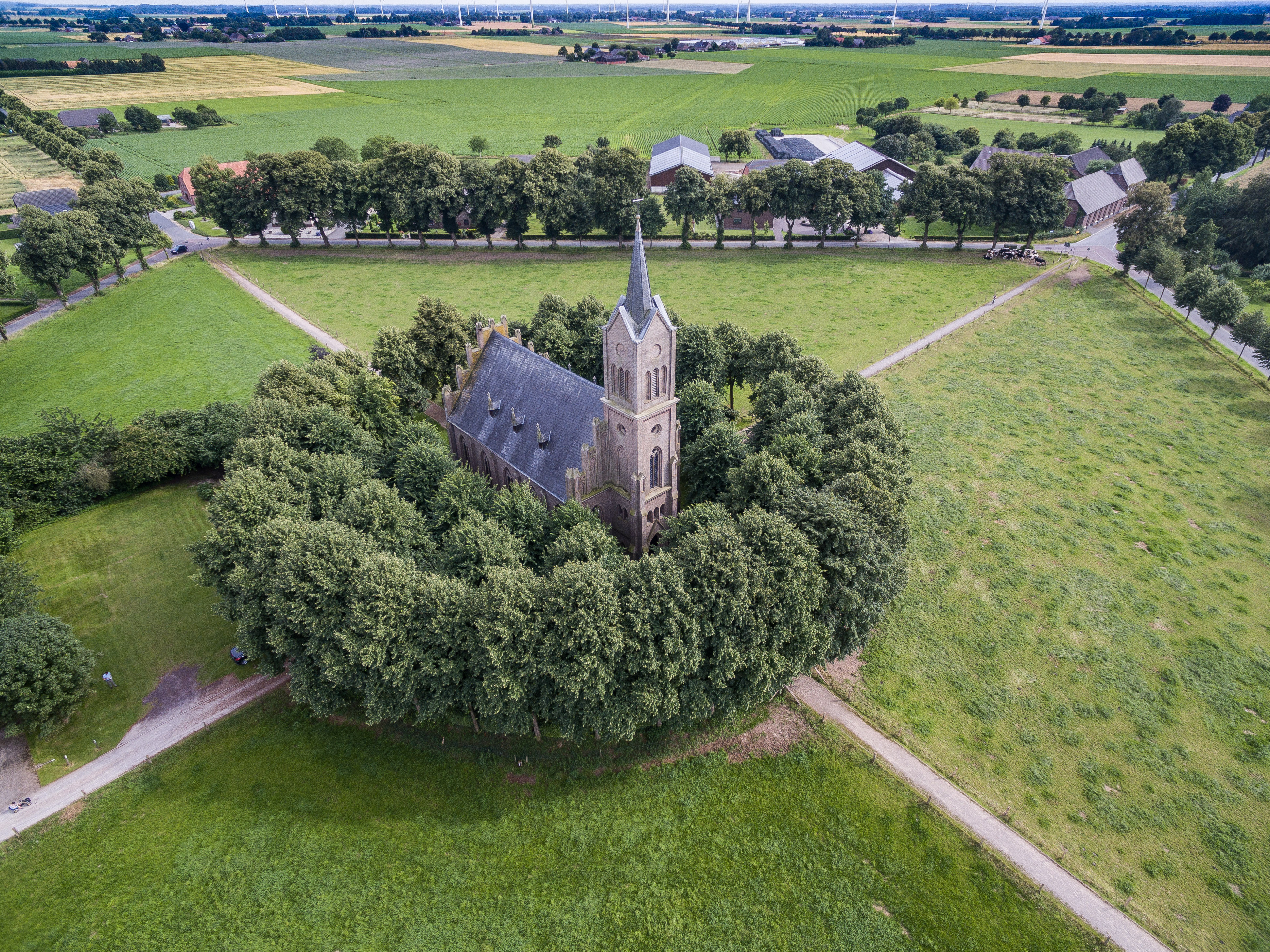
Luchtfoto van het dorp